# جولیو کامارلینگی
جولیو کامارلینگی (انگلیسی: Giulio Camarlinghi؛ زادهٔ ۱۱ ژانویهٔ ۱۹۹۹) بازیکن فوتبال است.
از باشگاه‌هایی که در آن بازی کرده‌است می‌توان به باشگاه فوتبال لیورنو و باشگاه فوتبال فیورنتینا اشاره کرد.